# Hitites
|  | Aquest article tracta sobre el poble indoeuropeu que es va establir a l'actual Turquia al segon mil·lenni aC. Si cerqueu el poble de Canaan que els hebreus van trobar a Palestina, vegeu «hetites». |

Els hitites eren un poble indoeuropeu que es va establir a Anatòlia, a l'actual Turquia, al segon mil·lenni aC. Van fundar un gran imperi, l'Imperi Hitita, unificat sota la llengua hitita i la seva capital, Hattusa. La seva fama es deu al fet que van ser els descobridors de la tècnica de la forja i del treball del ferro, i això els va donar un gran poder militar i comercial. La pressió d'Assíria i de l'antic Egipte, sobretot, va fragmentar l'imperi en petits regnes que van anar desapareixent.

## Història

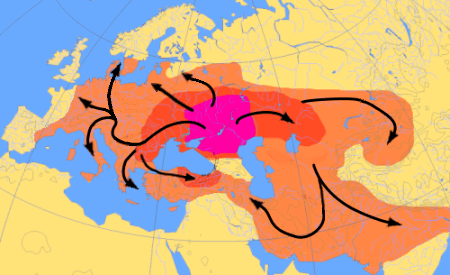
Mapa de les migracions indoeuropees del 4000-1000 aC, segons el model Kurgan. La migració d'Anatòlia (indicada amb una fletxa de punts) podria haver tingut lloc sia pel Caucas o a través dels Balcans. L'àrea magenta correspon a la suposada Urheimat (cultura de Samara, cultura de Sredny Stog). La zona vermella correspon on es podrien haver assentat els pobles de parla indoeuropea fins al voltant del 2500 aC, i la zona de color taronja al 1000 aC

Cap a l'any 5000 aC, la regió al voltant d'Hattusa, que posteriorment es convertiria en el nucli del regne hitita, va ser habitada per persones amb una cultura diferent que parlaven una llengua no indoeuropea. El nom de «hatti», l'utilitzen els anatolianistes per a distingir aquest idioma de l'indoeuropeu hitita, que va aparèixer en escena al final del mil·lenni III aC o al començament del mil·lenni II aC i es va convertir en la llengua administrativa del Regne hitita en els següents sis o set segles.
Els primers hitites, dels que es desconeix el lloc d'on provenien, van prendre molt de les cultures hattiana i hurrita preexistents, i també de la dels colonitzadors assiris -en particular, l'escriptura cuneïforme i l'ús de segells cilíndrics.
Les primeres notícies que hi ha dels hitites es refereixen a època remota, ja que a principis del tercer mil·lenni s'esmenta una colònia semítica a Ganish, que sembla la ciutat que més tard s'anomenà Kanesh, a la que va auxiliar Sargon d'Accad contra el rei de Buruixkhanda, que se suposa que era una ciutat hitita que per aquell temps gaudia de certa hegemonia sobre les tribus hitites. En el regnat de Naram-Sin d'Accàdia, es formà contra Accad una coalició de pobles, entre els quals hi havia els hitites, amb el seu rei Pamba. La coalició va ser vençuda i degueren restar dependents en certa forma d'Accad.
Poc després, coneixem Piyusti, rei d'Hatti, sembla, aliat o vassall d'Huzziyas de Zalpuwa que es va enfrontar a Anitta, rei de Kussara. Anitta el va vèncer i es va apoderar de Nesa, on va establir la capital. Més tard va conquerir Hattusa, i va iniciar el Regne hitita, com proven els documents que es conserven de la ciutat de Ganish. Les tauletes d'argila ens parlen de la ciutat de Buruixkhanda i dels hitites. Contemporani i vassall d'Hammurabi, és el rei hitita Tudhalias I, que s'identifica amb el Tidal mencionat al Gènesi. Amb la mort d'Hammurabi i la consegüent decadència del primer Imperi babilònic, els hitites assoleixen, igual que Assíria, la independència, i arriben a aconseguir considerable importància. Aprofitant la debilitat babilònica, Mursilis I, rei dels hitites, envaeix el 1926 aC Babilònia, quan n'era rei Samsu-Ditana, amb el qual arriba a la fi la dinastia amorrita. Aquesta victòria hitita va possibilitar l'establiment a Babilònia de la dinastia que es podria anomenar bàrbara dels cassites o cosseus, que havien ajudat als hitites en la conquesta del regne babiloni.
Llavors, lliures del poder de Babilònia i com que Assíria encara no era prou forta, els hitites aconsegueixen constituir un regne poderós. Van situar la seva capital definitiva a Hattusa i van donar al seu territori el nom de Regne d'Hatti que usava el poble hatti, situada al lloc de l'actual Boğazkale, prop del riu Kızılırmak. La història de la formació d'aquest imperi podem seguir-la des del temps del monarca Labarnas I, posterior a Tudhalias I, que va iniciar la conquesta dels territoris situats al migdia dels seus dominis; així, sembla que passà a les seves mans el sud de la Capadòcia, i arribà al mar per la part de la Cilícia.

## Expansió hitita

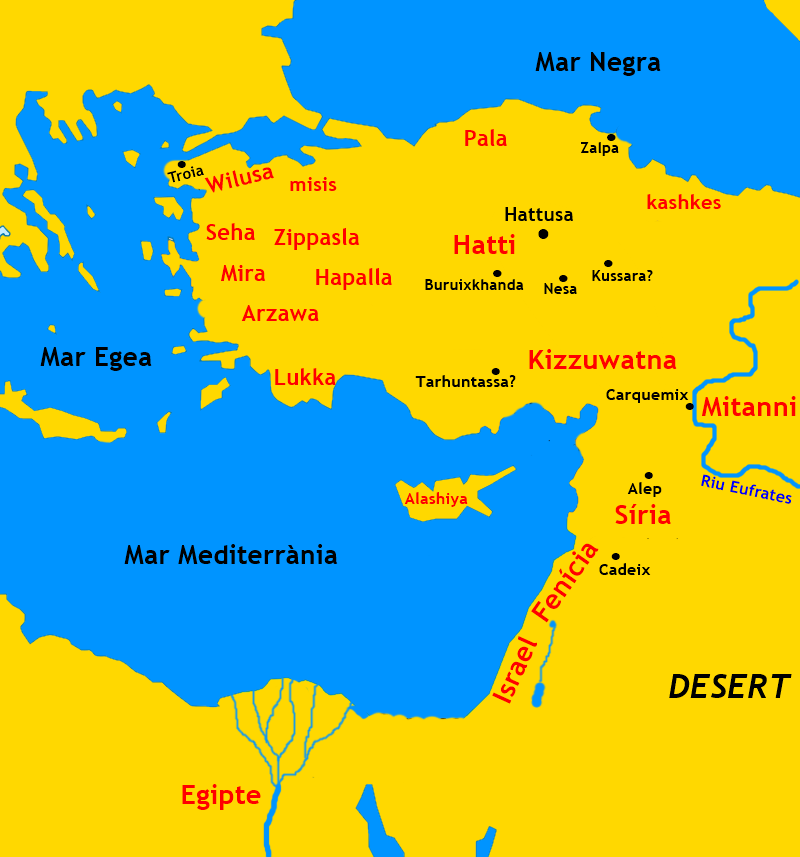
Hatti i rodalia

La situació geopolítica a l'Orient Mitjà cap al 1200 aC, al final de l'Edat del Bronze Final.

Després, trobem els regnats d'Hattusilis I i Mursilis I. Mursilis, dirigint-se cap al sud, va conquerir Alep i va destruir el regne de Iamkhad i va ocupar la ciutat de Karkemiš. Va arribar a Babilònia, la saquejà, i en portà el botí a la seva capital, Hattusa (1926 aC). En aquesta expansió, degueren quedar dominats els hurrites, almenys els que formaven el regne de Mitanni, al nord de la Mesopotàmia. També sembla que va tenir altres conseqüències importants aquest moviment d'expansió dels hitites, ja que determinaren una empenta cap al sud, que potser contribuí a l'entrada dels hicsos a Egipte cap a l'any 1800 aC).
Hantilis I, de la família reial però que havia pujat al tron assassinant Mursilis, sufocà diverses rebel·lions i lluità contra els hurrites, que des d'Armènia envaïen la Capadòcia, i tornà a fortificar la capital. Hi ha una època en què sembla que el Regne hitita pateix la pressió i infiltracions d'altres tribus indoeuropees que procedien del Caucas, a la que potser es deuen els moviments al·ludits dels hurrites, que arriben des del sud, i intervenen també potser en l'entrada dels hicsos a Egipte. Després d'aquesta època, l'Imperi hitita augmenta el poder fins a arribar a aconseguir l'hegemonia en aquella part del món antic.
Subiluliuma I domina tota la Capadòcia, arriba fins a la Cilícia i sotmet part de Síria, i en aquests regnes vassalls col·loca els seus fills. El seu fill i successor, Mursilis II, continuà l'obra del pare i tornà a envair Babilònia a mitjan segle xvi aC.
L'existència d'estats hitites a Síria, la veiem confirmada en aquesta època per la lluita del príncep hitita de Cadeix amb Tuthmosis III, el gran conqueridor egipci, amb la qual cosa es preludien les guerres posteriors entre ambdós països pel domini d'aquella regió.

## L'Imperi hitita s'enfosqueix

Mapa polític de l'Orient Mitjà al primer període cobert per les Cartes d'Amarna, primera meitat del

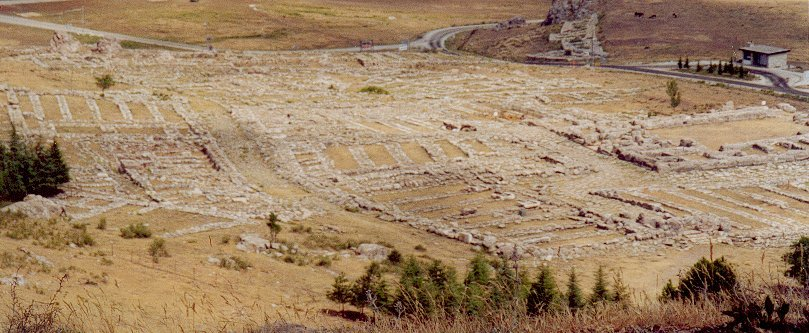
Restes del Gran Temple d'Hattusa, ciutat molt important del Regne hitita

Durant la segona meitat del segle xvi aC, el XV i part del XIV aC, el poder dels hitites s'anà enfosquint per l'apogeu de l'Imperi de Mitanni, format amb elements indígenes i una noblesa indoeuropea que ocupa el nord de la Mesopotàmia i fins i tot part d'Assíria, a l'est de l'Eufrates. Aquesta hegemonia dels hurrites acaba amb el conqueridor hitita Subiluliuma I. Mitanni no va ser difícil de conquerir per als hitites, però va costar anys de lluita i molta activitat política. Els hitites van mantenir la unitat del seu imperi i encara van efectuar diverses expedicions d'expansió del territori. Es coneixen entre els seus monarques Hattusilis III, Tudhalias II i, per fi, el gran conqueridor i organitzador de l'imperi, Subiluliuma I. Aquest monarca que va regnar probablement entre el 1344 aC i el 1320 aC. va haver de sufocar les rebel·lions que es promogueren en començar el seu regnat, que va iniciar sotmetent el Regne d'Arzawa un conglomerat de territoris de l'Anatòlia occidental que arribava fins a la costa de la mar Egea.
Després d'haver organitzat degudament el seu imperi, va prendre el títol de "Gran rei", i es va disposar a intervenir en els assumptes de Síria, on va afavorir les rebel·lions contra Egipte i on va procurar formar una coalició d'estats per destruir el Regne de Mitanni i incorporar-lo als seus territoris. Subiluliuma també lluità amb Aziru, el príncep del Regne d'Amurru que encapçalava les tribus nòmades dels habiru, i que tan aviat lluitava a favor dels egipcis com dels hitites, encara que el major poder i proximitat d'aquests últims va decidir la qüestió. Subiluliuma va evitar un enfrontament directe amb Egipte, i els faraons sembla que van buscar la seva amistat després de la mort d'Amenofis IV, i van arribar a oferir la mà de la vídua de Tutankamon anomenada Ankhesenamon per a un fill seu. També va tenir relació amb els aqueus, que visitaven les costes de l'Àsia Menor i que, amb altres pobles i monarques coneguts fins ara tan sols per l'epopeia, veuen aparèixer els seus noms en els documents que es van descobrint als arxius d'aquells països. La relació amb Egipte es pot comprovar per l'existència d'un tractat entre Subiluliuma i Horemheb, últim faraó de la dinastia XVIII, on es van repartir el domini de Síria, establint que el nord (Naharin i Amurru) per als hitites, i el sud (Fenícia i Canaan) per a Egipte.

## Mort de Subiluliuma
A la mort de Subiluliuma, el va succeir sense problemes el seu fill Arnuwandas II que després d'un breu regnat va morir de malaltia i va pujar al tron l'altre fill, Mursilis II. Aquest rei es va enfrontar diverses vegades amb les tribus kashka que habitaven al nord del país. Muwatal·lis II, el seu fill i successor, es va haver d'enfrontar amb els egipcis pel domini de la regió de Síria. Seti I ja havia atacat territoris hitites a Síria. Després de diversos conflictes, es va enfrontar amb Ramsès II a la batalla de Cadeix. Els egipcis, en l'únic document conservat escrit per Ramsès II, es va atribuir la victòria, però el Tractat de Cadeix que va establir els acords després de la batalla, es veu com els hitites van estendre la seva influència per gairebé totes les zones de Síria, inclosa Cadeix.
Hattusilis III, un rei posterior, va ser primer rei d'Hakpis nomenat pel seu germà Muwatal·lis II, i després d'un cop d'estat rei dels hitites. Va signar diversos tractats de pau amb Ramsès II, on l'esposa del rei hitita, Puduhepa, hi va tenir un paper important. Dues de les filles d'Hattusilis, una anomenada Maathorneferure i l'altra de nom desconegut, es van casar amb Ramsès II.

## Successors d'Hattusilis
Van succeir Hattusilis III, el seu fill Tudhalias IV (entre el 1240 aC i el 1210 aC aproximadament) que va lluitar contra Ahhiyawa i va fer la guerra a Assíria, i Arnuwandas III, el seu fill (potser del 1210 aC fins al 1205 aC) que va mantenir l'amistat amb Egipte, i un dels seus faraons (Merenptah o Merenptà) envià blat als hitites. Arzawa es va convertir en el focus d'una rebel·lió contra els hitites, on hi va prendre part el rei dels aqueus, Attariššiya, que en algun moment s'ha volgut identificar amb Atreu. Tudhalias IV va conquerir Alaixiya tota o en part, identificada amb l'illa de Xipre.

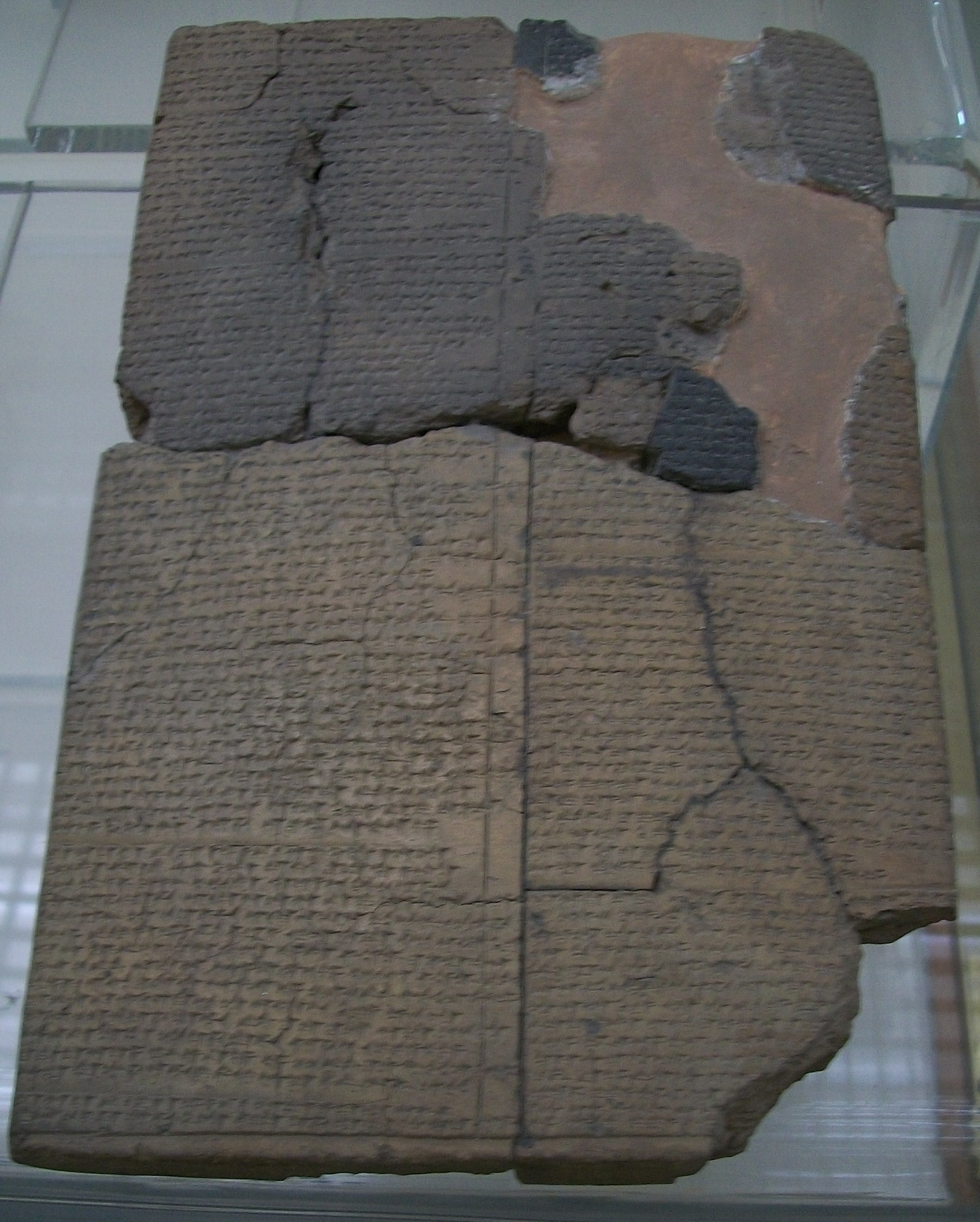
Monument en honor d'Hattusilis III

Les expedicions dels aqueus provocaven un estat d'intranquil·litat general a l'Egeu, que es traduí en continus moviments i expedicions de les diverses tribus que en poblaven les ribes. En aquell temps es van iniciar els moviments dels Pobles de la mar que van ocupar diferentes parts de la costa mediterrània. L'Imperi hitita va començar a tenir dificultats amb Assíria, ja que havia crescut molt el seu poder. En un tractat de Tudhalias IV i el país d'Amurru aquest últim es compromet a no comerciar amb Assíria. Amb Arnuwandas III, els hitites van recobrar Karkemiš, aprofitant una nova època de debilitat d'Assíria, que l'havia ocupat en envair l'antic Regne de Mitanni.

## Fi de l'Imperi hitita
No es coneixen les causes de la desaparició de l'Imperi. Es creu que no hi va haver una única causa, sinó un conjunt de circumstàncies que van portar al col·lapse als diversos regnes que existien a Anatòlia i a les costes de Síria. Una de les causes podria ser la carestia d'aliments, i s'ha pensat que hi va haver un període molt llarg de sequera que va malmetre les collites. Altres factors relacionats, com ara l'escassetat de mà d'obra que va comportar una disminució dels soldats en campanya i de gent disponible per treballar la terra, fruit de les llargues guerres dels últims reis hitites que havien de causar moltes morts. Els estats vassalls que abans subministraven contingents de tropes es revoltaven i no n'enviaven, i no s'incorporaven presoners de guerra que abans servien d'esclaus. Després de signar una "Pau perpètua" amb Egipte, Hattusa depenia del blat egipci per sobreviure.
Cal considerar també la presencia dels anomenats "Pobles de la mar", que segons els registres conservats pel faraó Ramsès III (1182 aC - 1151 aC) van aparèixer a principis del segle XII aC. Grups nombrosos d'homes hostils van aparèixer i van ocupar bona part del Pròxim Orient, des d'Anatòlia i Xipre fins a Síria i Palestina i les costes egípcies. Pel que se sap, probablement aquests atacs no es van produir tots de cop, sinó que es van allargar en el temps durant anys. Cap a l'any 1220 aC, poc de temps després d'haver començat a governar Subiluliuma II, van atacar les costes mediterrànies diverses naus que van fer molt de mal al comerç marítim, van conquerir Ugarit i van atacar Alaixiya. Pel que sembla, poc després diversos pobles van entrar a l'Imperi hitita i van atacar Hattusa, que, segons Trevor Bryce, va ser evacuada per Subiluliuma II. L'Imperi va col·lapsar, i també molts altres centres de poder del Pròxim Orient.
Durant el següent període, anomenat Edat del ferro, van desaparèixer antigues ciutats importants durant l'Edat del bronze, com ara Ugarit i Hattusa, i altres, Biblos i Tir, van sobreviure. Al sud-est d'Anatòlia i al nord de Síria van sorgir alguns regnes que van conservar certs elements de l'antic Imperi hitita. Els governants d'aquests territoris utilitzaven el sistema jeroglífic escrit en luvi per a explicar les seves victòries i amb aquesta llengua adoraven els déus. L'escriptura cuneïforme hitita va desaparèixer. Alguns governants tenien noms hitites, com ara Subiluliuma, Labarna Muwatal·lis, Hattusilis i altres, i van incorporar elements d'art i religió hitita a les seves cultures. Aquests regnes es van anomenar Estats neohitites. A la ciutat de Carquemix hi va governar durant diverses generacions una branca col·lateral de la família reial hitita.

## Art i arqueologia
Encara resta molt per explorar, malgrat les excavacions fetes durant el segle xx, de les restes deixades pels hitites, sobretot per l'arqueòleg Hugo Winckler: han permès descobrir les fortificacions i alguns edificis de l'antiga capital dels hitites, Hattusa, prop de l'actual ciutat de Bogazköy i de l'antiga Pteria. Hi ha restes de la ciutat emmurallada amb palaus i escultures a Sakçagöze, Sendjirli i Ürgüp. A Karkemiš, també hi ha un relleu amb inscripcions d'influència assíria.
El més important de les restes escultòriques que dels hitites ens queden són els famosos relleus que decoren la roca d'un lloc proper a Bogazköy, segurament un santuari, Yazılıkaya. En aquestes roques, resten representades dues processons, en les quals hi prenen part unes 70 persones i que, sens dubte, tenen caràcter religiós. A Fraktiu hi ha altres relleus a les roques que representen escenes de sacrificis davant un altar. En el que sembla que foren molt hàbils és en el treball dels metalls; es conserven algunes peces hitites de plata i bronze que mostren molts coneixements tècnics en aquesta matèria.

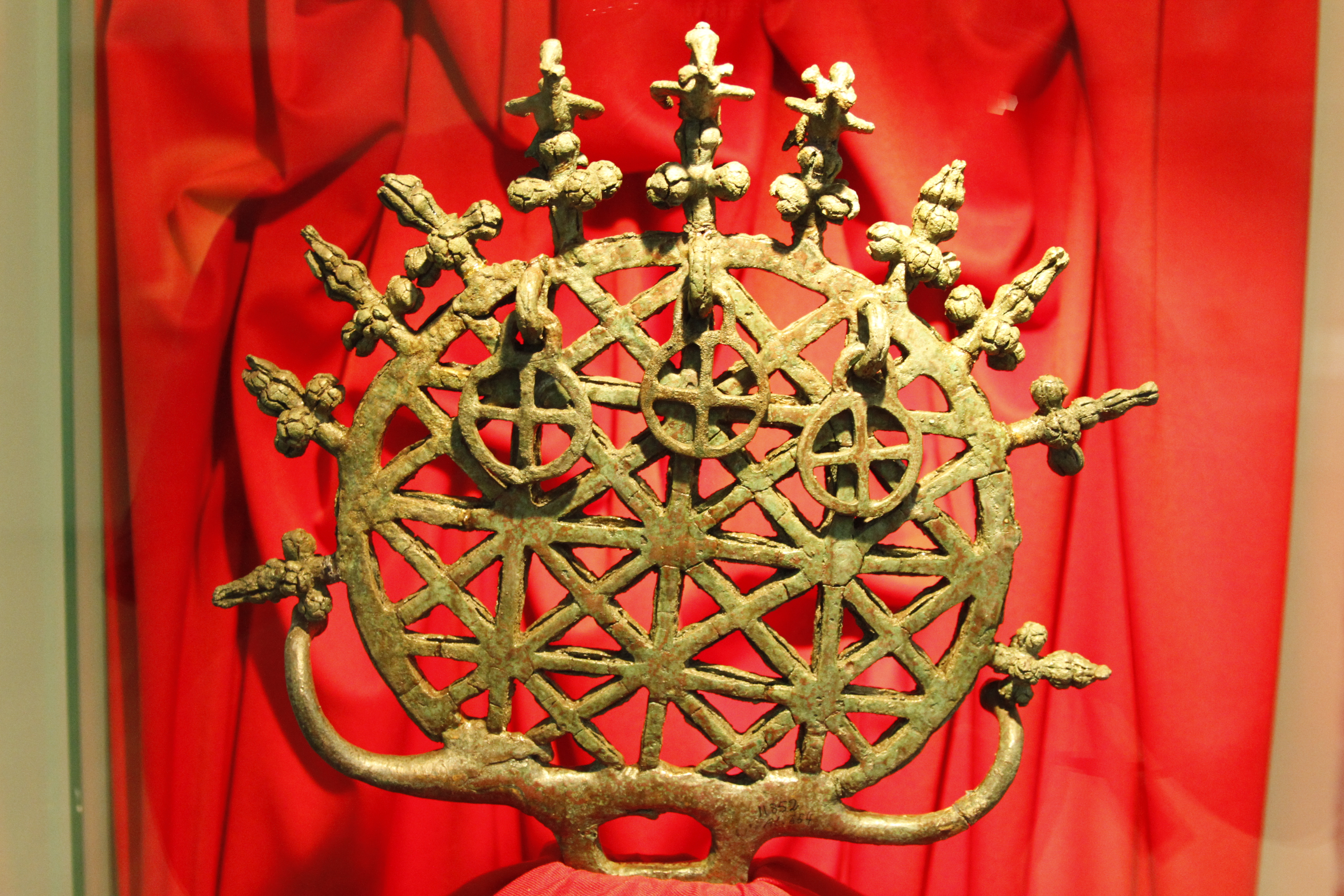
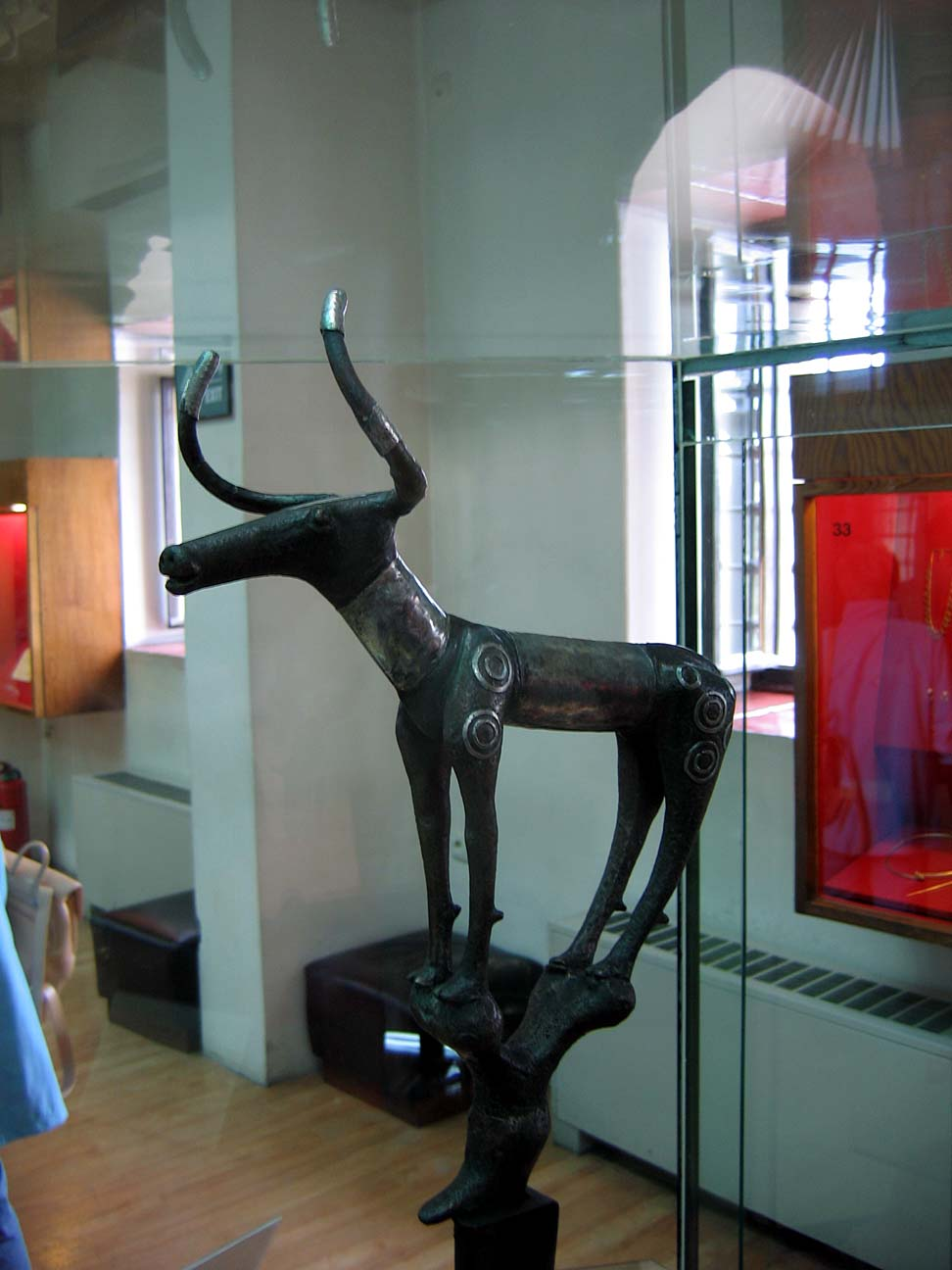
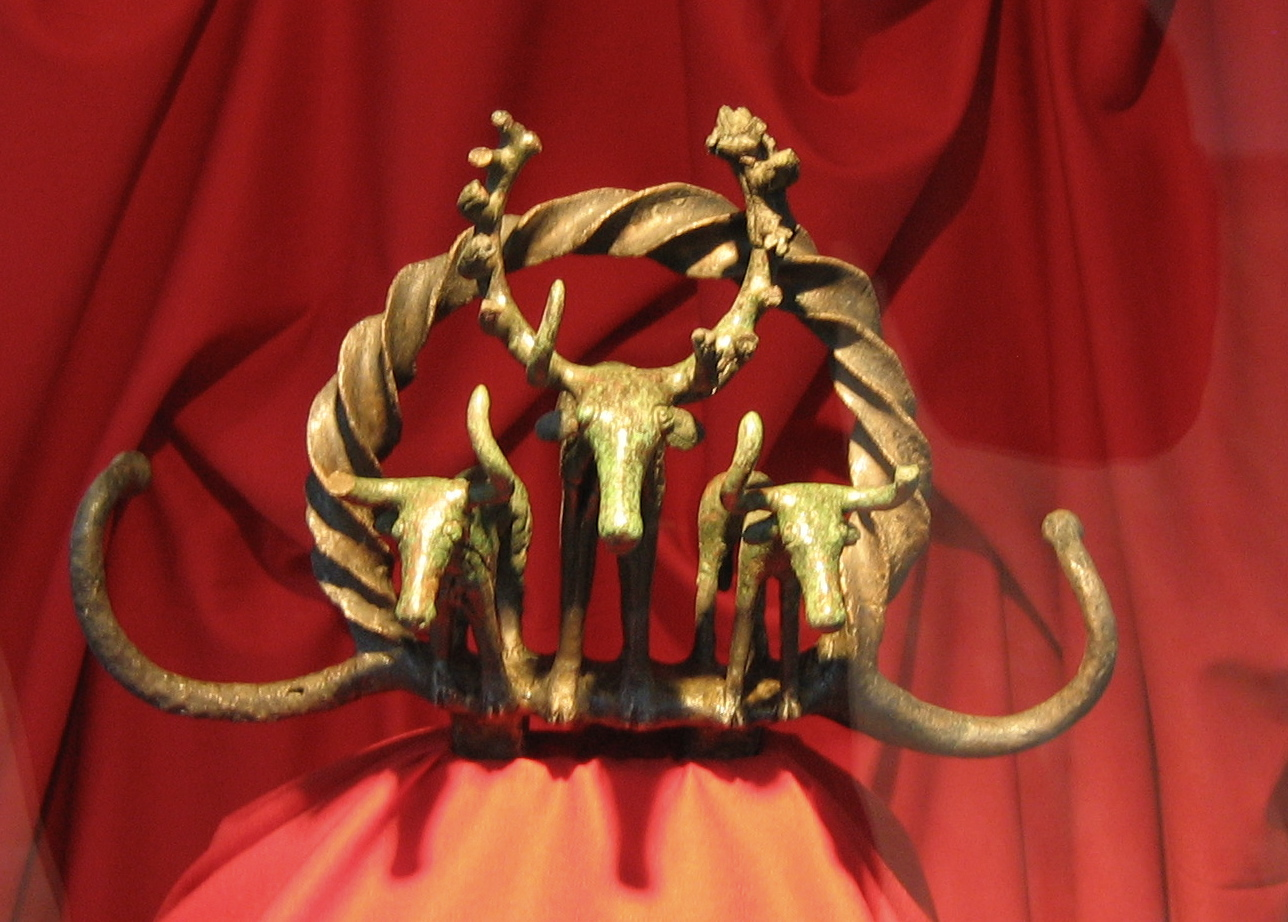
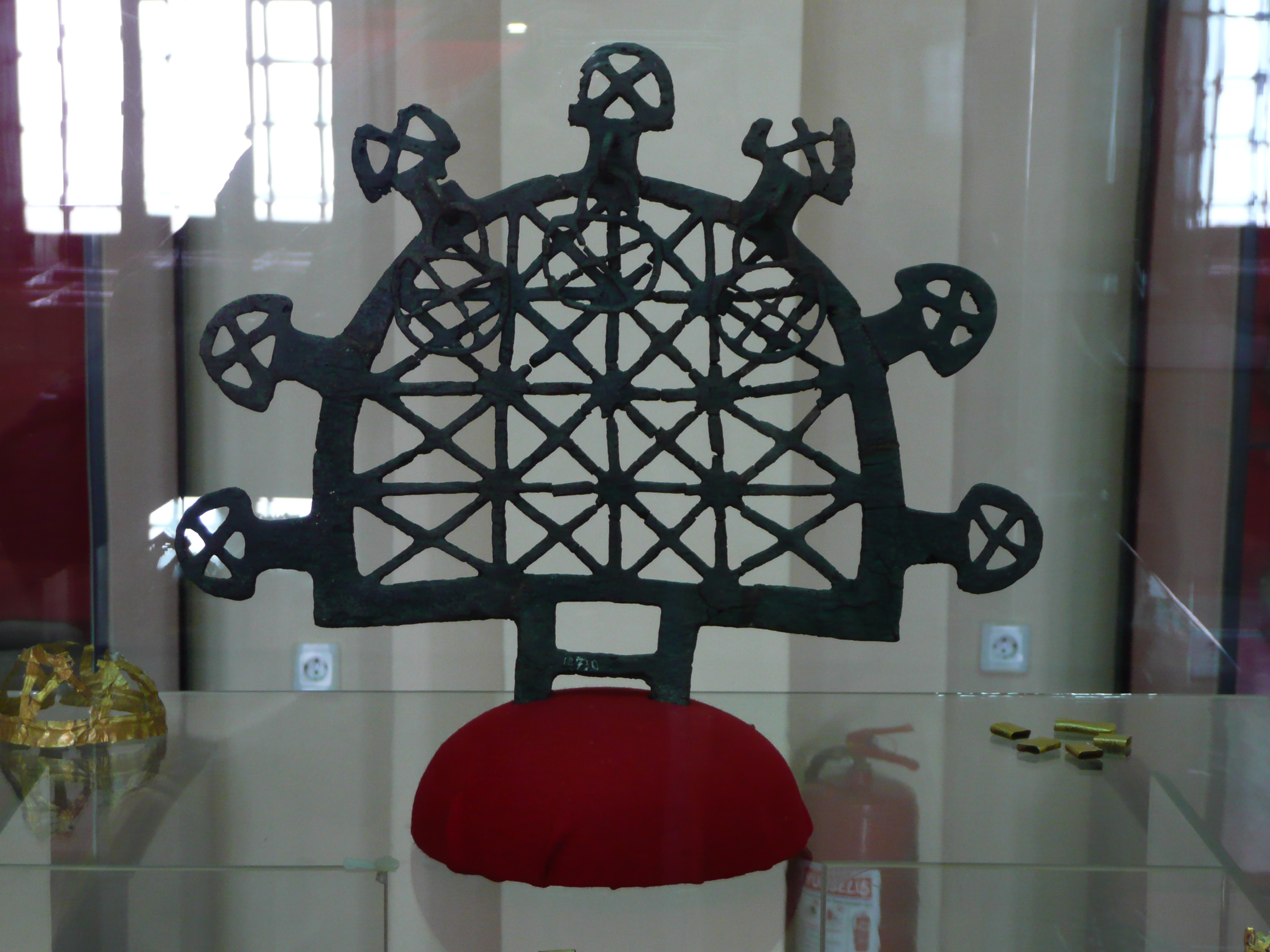
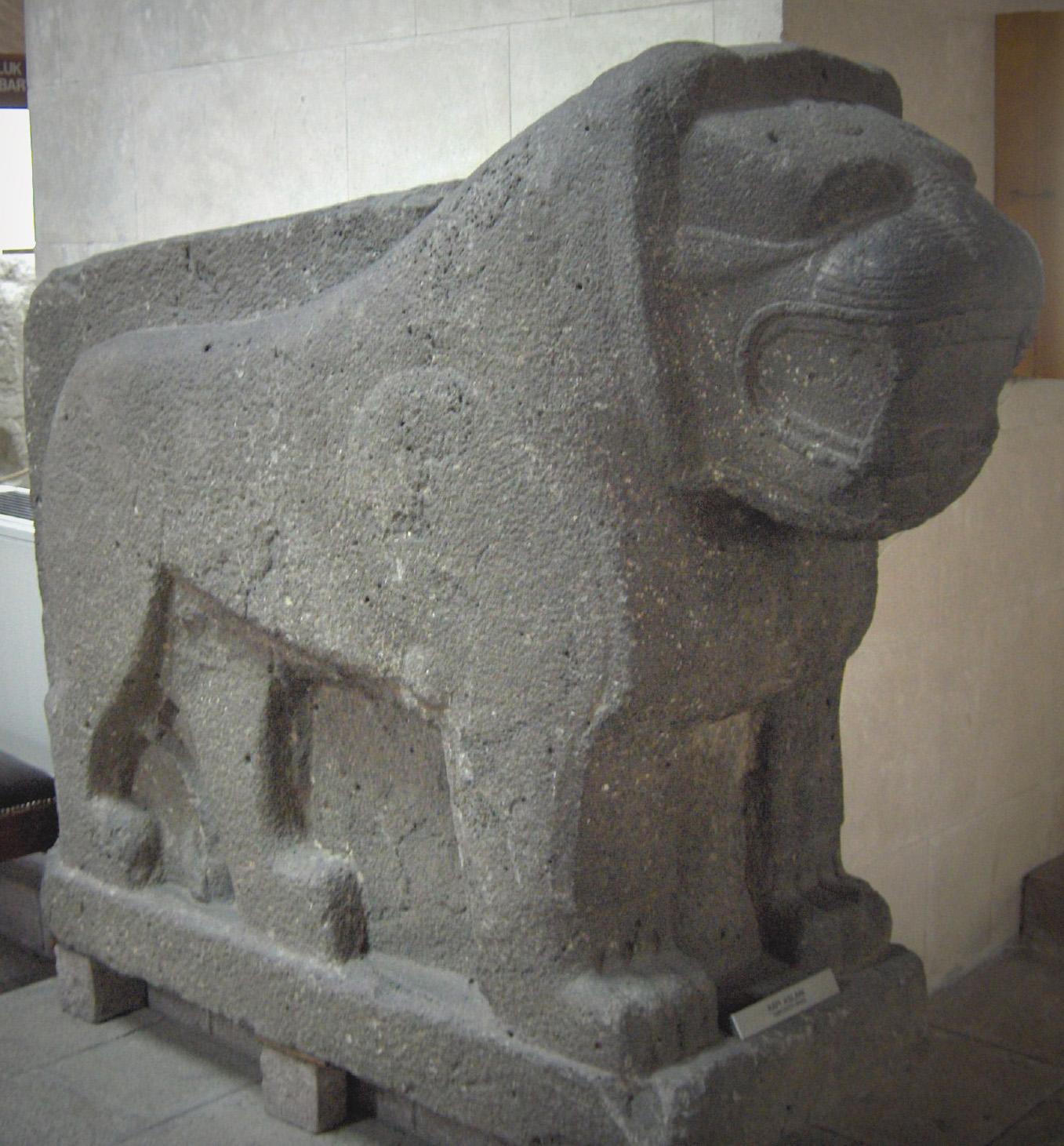
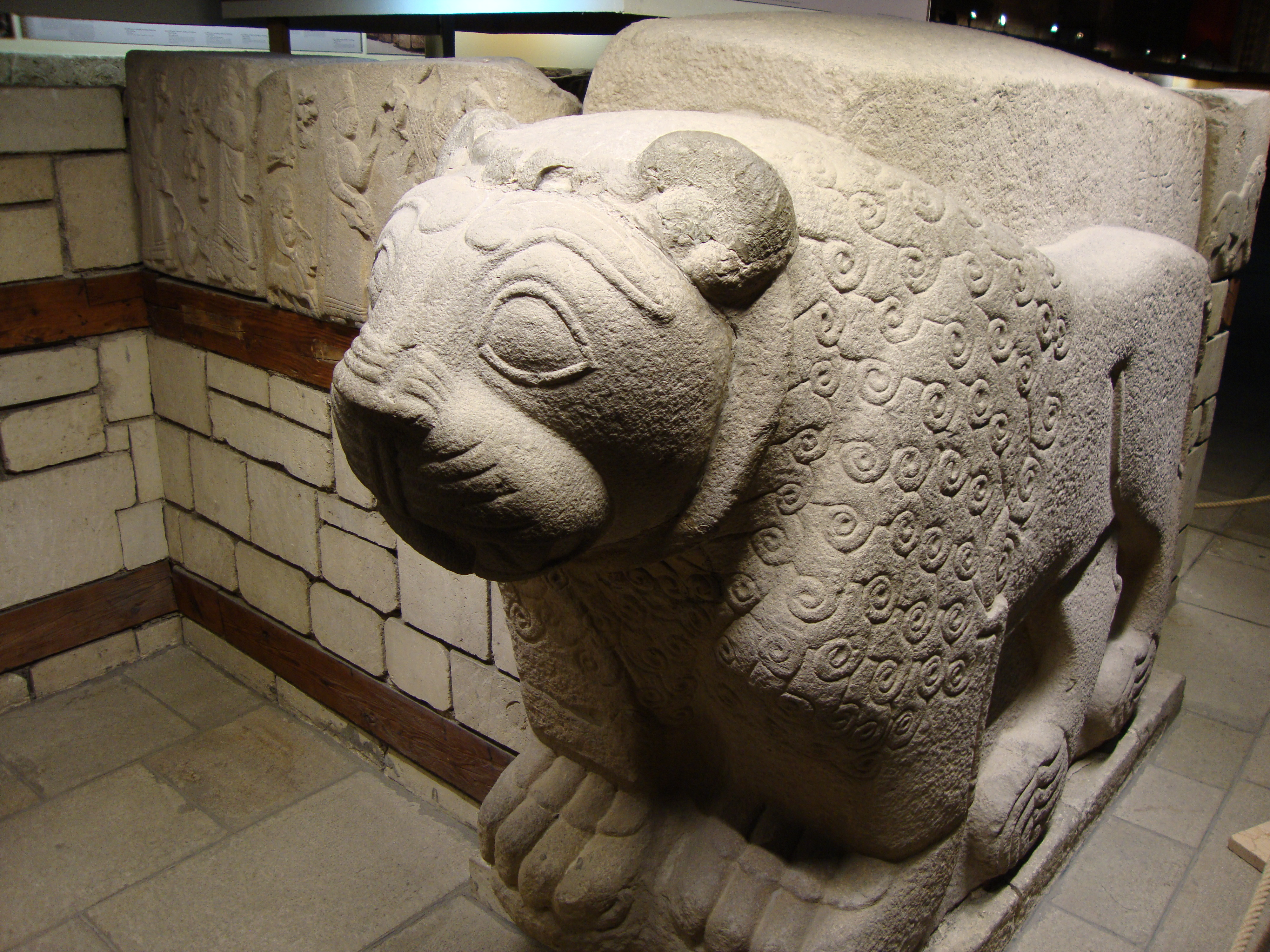
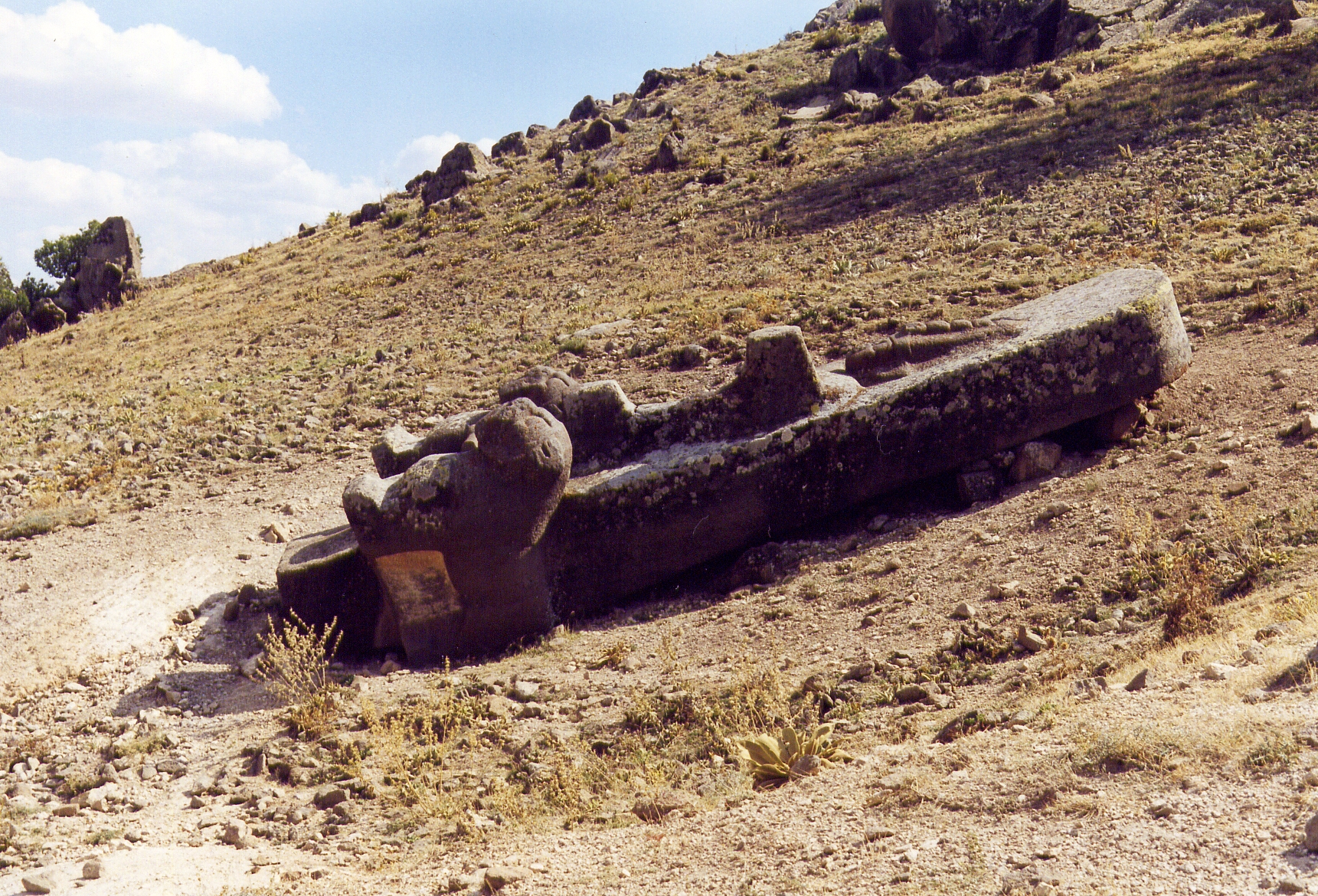
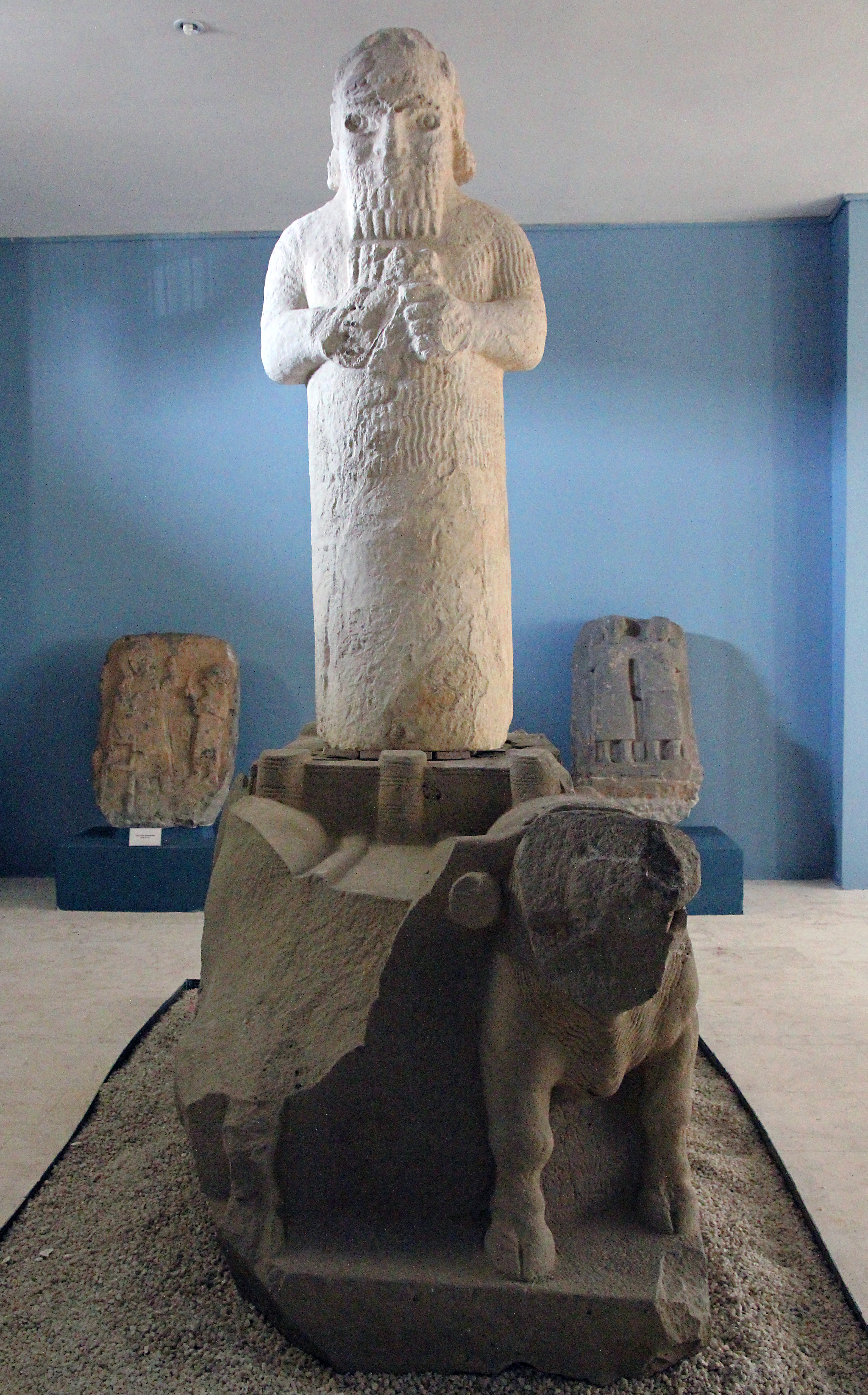
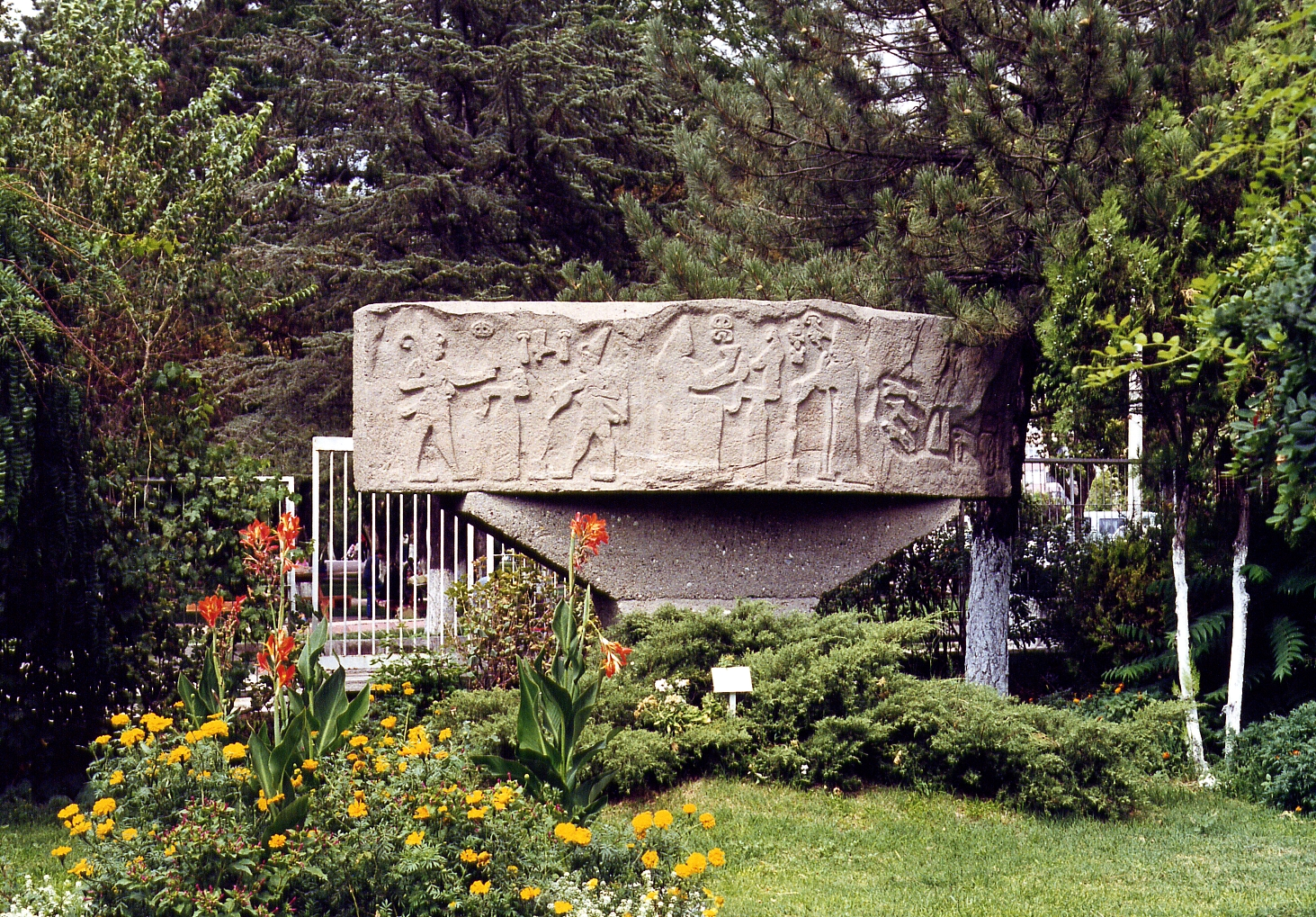

## Religió
Se'n sap molt poc, de la religió dels hitites; en aquest país, tenia el seu centre el culte a una divinitat femenina, la dea Mare Ma, la Cíbele de l'època clàssica, associada a Atis (Adonis); al seu culte, s'hi dedicaven els gallas, sacerdots eunucs: com a divinitat masculina hi ha Teshub, déu de la guerra.
A més, en el tractat entre Egipte i els hitites, es mencionen altres divinitats, com «el déu solar d'Arnena», el «déu de Khilpantiris», «la dea de Kaukas», «els déus del cel, de la terra, del gran mar, del vent i de les tempestes», Taskhil, «senyora de les muntanyes», etc. Hi ha sacerdots eunucs representats amb un bastó o gaiata, sacerdotesses, de les quals més tard s'originà, potser, la llegenda de les amazones.